# True Crime: New York City
True Crime: New York City é um jogo de ação e aventura de 2005 desenvolvido pela Luxoflux para PlayStation 2. Foi portado para GameCube e Xbox pela Exakt Entertainment, para Microsoft Windows pela Aspyr, e para dispositivos móveis pela Hands-On Mobile. Foi publicado em todos os sistemas pela Activision. As versões para PlayStation 2, Xbox e GameCube foram lançadas em novembro de 2005, a versão para Windows em março de 2006 e a versão para dispositivos móveis em março de 2007. É a segunda e última entrada na franquia True Crime, após True Crime: Streets of LA de 2003.
O jogo conta a história de Marcus Reed, um ex-membro de gangue de Nova York que se tornou policial. Em sua primeira noite no trabalho após receber uma promoção a detetive na Unidade de Crime Organizado, Reed testemunha a morte de seu mentor. Ajudado por um agente do FBI que está investigando uma toupeira na OCU, Reed começa a descobrir quem matou seu amigo e derrubar a toupeira. O jogo apresenta uma recriação de 25 milhas quadradas (65 km²) do bairro de Manhattan, com a maioria dos nomes de ruas, principais marcos e rodovias reproduzidos com precisão de GPS.
A cidade de Nova York recebeu críticas mistas dos críticos. Originalmente planejado como o primeiro de uma série de duas partes ambientada em Nova York e apresentando Marcus Reed, a Activision descartou a sequência direta e colocou os planos para futuros jogos True Crime em espera. Em 2007, eles contrataram a United Front Games para desenvolver um jogo de mundo aberto ambientado em Hong Kong. Em 2009, este jogo se tornou True Crime: Hong Kong. No entanto, em 2011, o jogo foi cancelado. Os direitos de publicação foram adquiridos pela Square Enix vários meses depois, e True Crime: Hong Kong foi finalmente lançado como Sleeping Dogs, que não tem conexão com a série True Crime. Em 2014, a Activision abandonou completamente a marca registrada True Crime.

## Vendas e prêmios
True Crime: New York City não vendeu bem, ficando consideravelmente aquém das expectativas da Activision. Na América do Norte, True Crime: Streets of LA vendeu mais de 300 mil unidades em todas as plataformas na primeira semana. Ao final do primeiro mês, havia vendido mais de 600 mil unidades. No final das contas, vendeu mais de três milhões de unidades em todo o mundo em todas as plataformas. Em contraste, New York City vendeu apenas 72 mil unidades nas primeiras duas semanas, faturando 3,6 milhões de dólares.
No Spike Video Game Awards de 2005, True Crime foi indicado a quatro categorias; "megera cibernética do ano" (Traci Lords como Cassandra Hartz), "melhor coadjuvante masculino" (Christopher Walken como Gabrial Whitting) e duas indicações a "melhor coadjuvante feminina" (Traci Lords como Cassandra Hartz e Mariska Hargitay como Deena Dixon). Venceu em "melhor coadjuvante masculino", e Lords venceu "melhor coadjuvante feminina".

## Ligações Externas
- True Crime: New York City. no IMDb.
- True Crime: New York City no MobyGames